# Solanum somalense
Solanum somalense är en potatisväxtart som beskrevs av Adrien René Franchet. Solanum somalense ingår i släktet skattor som ingår i familjen potatisväxter. Inga underarter finns listade i Catalogue of Life.